# Bugny
Bugny település Franciaországban, Doubs megyében. Lakosainak száma 248 fő (2022. január 1.). Bugny Arçon, Ouhans, Vuillecin, Val-d’Usiers és La Chaux községekkel határos.

## Népesség
A település népességének változása:
| Lakosok száma | 88   | 94   | 108  | 147  | 198  | 218  | 217  | 225  | 241  | 248  |
|               | 1968 | 1982 | 1990 | 2006 | 2013 | 2015 | 2017 | 2019 | 2020 | 2022 |